# Winchester (Massachusetts)
Pour les articles homonymes, voir Winchester.
Winchester est une ville américaine du comté de Middlesex dans l'État du Massachusetts. Au recensement des États-Unis de 2010, la ville a une population de 21 374 habitants. La ville de Winchester est la septième ville la plus riche de l'Etat du Massachusetts.

## Personnalités
Le guitariste rythmique du groupe Aerosmith, Brad Whitford est né et a grandi dans cette ville.

## Jumelage
- Saint-Germain-en-Laye (France) depuis le 8 décembre 1990